# Views
Views è il quarto album in studio del rapper canadese Drake, pubblicato il 29 aprile 2016. Il titolo dell'album era stato annunciato dal rapper nel luglio 2014, col nome di Views From The 6, in onore alla sua città natale Toronto. Ha debuttato alla prima posizione nella Billboard 200, restando in vetta alla classifica statunitense per tredici settimane.

## Accoglienza
Sin dalla sua pubblicazione, l'album ha ricevuto numerose critiche da parte del giornalismo musicale. Per la rivista The A.V. Club, Evan Rytlewski ha sostenuto che il rapper "aveva già fatto una cosa simile prima e l'aveva fatta meglio", definendo l'album "troppo vasto ed esageratamente poco vitale".

## Tracce
1. Keep the Family Close – 5:29 (Aubrey Graham, Nicholas Cobey, Maneesh Biyade)
2. 9 – 4:16 (Aubrey Graham, Noah Shebib, Matthew Samuels, Brian Alexander Morgan, David Brooks, Craig Marsh, Craig Harrisingh, David Harrisingh)
3. U with Me – 4:47 (Aubrey Graham, Kanye West, Dacoury Natche, Anderson Hernandez, Ricci Riera, Ozan Yildirim, Axel Morgan, Jahron Brathwaite, Earl Simmons, Anthony Fields, Phillip Weatherspoon, Tamir Ruffin, Dave Goode, Faith Evans)
4. Feel No Ways – 4:01 (Aubrey Graham, Jordan Ullman, Shebib, Nayvadius Wilburn, Anne Dudley, Malcolm McLaren)
5. Hype – 3:29 (Aubrey Graham, Matthew Samuels, Shebib, Nayvadius Wilburn, Anne Dudley, Malcolm McLaren)
6. Weston Road Flows – 4:14 (Aubrey Graham, Shebib, Mary Jane Blige, Sean Combs, Chucky Thompson, Jon Levine, David Carty)
7. Redemption – 5:34 (Aubrey Graham, Shebib, Nicholas Cobey, Michael Peter Olsen, LaShawn Daniels, Fred Jerkins III, Kyle Cox, Rodney Jerkins, William Norwood)
8. With You (feat. PartyNextDoor) – 3:15 (Aubrey Graham, Jahron Brathwaite, Shane Lindstrom, Carl McCormick, Paul Jefferies)
9. Faithful (feat. Pimp C e i Dvsn) – 4:50 (Aubrey Graham, Shebib, Matthew Samuels, Daniel Daley, Chad Butler, Paul Jefferies, Johntá Austin, Bryan-Michael Cox, Kevin Hicks)
10. Stil Here – 3:10 (Aubrey Graham, Jahmar "Daxz" Carter, Shebib)
11. Controlla (feat. Popcaan) – 4:05 (Aubrey Graham, Matthew Samuels, Dwayne Chin-Quee, Allen Ritter, Stephen McGregor, Moses Davis, Donald Dennis, Gary Jackson, Patrick Roberts, Andrew Thomas)
12. One Dance (feat. Wizkid e Kyla) – 2:54 (Aubrey Graham, Paul Jefferies, Aman Tekleab, Shebib, Ayodeji Ibrahim Balogun, Kyla Reid)
13. Grammys (feat. Future) – 3:40 (Aubrey Graham, Shebib, Joshua Howard Luellen, Ron LaTour, Daveon Jackson, Nayvadius Willburn)
14. Child's Play – 4:01 (Aubrey Graham, Shebib, Leland Tyler Wayne, Mark Morales, Darren Robinson, Malcolm Nichols, Damon Wimbley)
15. Pop Style – 3:33 (Aubrey Graham, Rupert "Sevn" Thomas, Adam Feeney, Matthew Samuels, Shawn Carter, Shebib)
16. Too Good (feat. Rihanna) – 4:23 (Aubrey Graham, Robyn Fenty, Paul Jefferies, Maneesh Bidaye, Dwayne Chin-Quee, Atom Martin, Andre Sutherland, Andrew Hershey)
17. Summers Over Interlude – 1:46 (Maneesh Biyade, Majid Al Maskati)
18. Fire & Desire – 3:58 (Aubrey Graham, Shebib, Rochad Holiday, Brandy Norwood, Curtis Wilson, Jeffrey Young)
19. Views – 5:12 (Aubrey Graham, Maneesh Biyade, Aion Clarke, Matthew Samuels)
20. Hotline Bling – 4:27 (Aubrey Graham, Paul Jefferies, K. Cox, Adam Feeny, Timmy Thomas)

## Classifiche

### Classifiche settimanali
| Classifica (2016) | Posizione massima |
| ----------------- | ----------------- |
| Australia         | 1                 |
| Austria           | 20                |
| Belgio (Fiandre)  | 3                 |
| Belgio (Vallonia) | 13                |
| Canada            | 1                 |
| Danimarca         | 1                 |
| Finlandia         | 2                 |
| Francia           | 4                 |
| Germania          | 11                |
| Irlanda           | 2                 |
| Italia            | 10                |
| Norvegia          | 1                 |
| Nuova Zelanda     | 1                 |
| Paesi Bassi       | 3                 |
| Portogallo        | 6                 |
| Regno Unito       | 1                 |
| Spagna            | 17                |
| Stati Uniti       | 1                 |
| Stati Uniti (R&B) | 1                 |
| Svezia            | 2                 |
| Svizzera          | 4                 |

### Classifiche di fine anno
| Classifica (2016) | Posizione |
| ----------------- | --------- |
| Islanda           | 20        |
| Classifica (2021) | Posizione |
| Stati Uniti       | 103       |

### Classifiche di fine secolo
| Classifica (2000-2024) | Posizione |
| ---------------------- | --------- |
| Stati Uniti            | 28        |